# Nolandida
Nolandida – rząd ameb należących do supergrupy Amoebozoa w klasyfikacji Cavaliera-Smitha.
Należą tutaj następujące rodziny i rodzaje według Cavalier-Smitha:
- Nolandellidae Cavalier-Smith
  - Nolandella